# David Sproxton
David Alan Sproxton (Bristol, 6 gennaio 1954) è un imprenditore e animatore britannico, noto principalmente per aver fondato nel 1972 con Peter Lord la Aardman Animations.

## Educazione e carriera
Sproxton si è diplomato al Collingwood College, uno dei collegi che costituiscono l'Università di Durham, prima di iniziare a lavorare come animatore, producendo segmenti animati per il programma Vision On. Sproxton e l'amico Peter Lord crearono il personaggio di Morph per Take Hart, condotto da Tony Hart.
È accreditato come il direttore della fotografia del corto nominato ai BAFTA War Story, e per il corto Adam, nominato agli Academy Award, oltre che al vincitore di un Academy Award Creature Comforts diretto da Nick Park. Altri lavori a cui ha contribuito sono Galline in fuga, Wallace & Gromit - La maledizione del coniglio mannaro e Il figlio di Babbo Natale.
Nel maggio 2006, Sproxton e Peter Lord visitarono la Aardman Exhibit al Museo Ghibli, a Mitaka, dove hanno incontrato Hayao Miyazaki. Miyazaki è da tempo un fan dei lavori della Aardman Animations.